# Cinema em Angola
O início da produção cinematográfica em Angola tem como base a atracção pelo "exotismo" das paisagens, povos, costumes e culturas locais, bem como o registo do crescimento e desenvolvimento do império colonial português em África.

## Primórdios
O filme O Caminho de Ferro de Benguela, realizado por Artur Pereira em 1913, é o primeiro registo datado de cinema em Angola. Até ao final dos anos 1940, a Agência Geral das Colónias e as "missões cinegráficas a Angola", produzem uma série de documentários – Exposição Provincial, Agrícola, Pecuária e Industrial (1923); Chipinica, Soba do Dilolo, Preparação do Café, Riquezas do Amboim, Angola Económica (1929) – e a primeira longa-metragem de ficção: O Feitiço do Império (1940), de António Lopes Ribeiro.

## Cinema na guerra
Durante as décadas de 1950 e 1960, merecem registo documentários como Ensino em Angola (1950) de Ricardo Malheiro, Angola em Marcha (1952) de Felipe de Solms, A Terra e os Povos (1954) de António Sousa, a série Actualidades de Angola (1957-1961) de João Silva, e O Romance do Luachimo (1968) de Baptista Rosa. Entre outras entidades responsáveis pelo acervo fílmico sobre o território, estão o Serviço Cartográfico do Exército, o Centro de Informação e Turismo de Angola (CITA), a Telecine-Moro e a Cinangola Filmes.
O documentário Angola, na Guerra e no Progresso (1971), do tenente Quirino Simões, foi o primeiro filme português em formato 70 mm. É no período da guerra colonial que se regista o maior número de produções de ficção, com destaque para A Voz do Sangue (1965) de Augusto Fraga, Capitão Singrid (1967) de Jean Leduc, Um Italiano em Angola (1968) de Ettore Scola, Esplendor Selvagem (1972) de António Sousa, Malteses, Burgueses e às Vezes… (1973) de Artur Semedo ou Enquanto há Guerra há Esperança (1974) de Alberto Sordi.
Em simultâneo, desde finais dos anos 1960, os registos sobre a guerrilha anticolonial efectuados pelo Departamento de Informação e Propaganda do MPLA e os filmes Monangambê (1971), e Sambizanga (1972), de Sarah Maldoror, inspirados em obras de Luandino Vieira, antecipam um cinema de intervenção que se vem a consolidar com a independência do país.

## Cinema socialista
Com a formação intensiva de quadros na cooperativa de cinema Promocine e na Televisão Popular de Angola (TPA), o cinema começa por registar um país novo, acompanhando a mobilização popular, a condição laboral dos trabalhadores e as actividades político-militares em filmes como Sou Angolano, Trabalho com Força (1975) e Uma Festa para Viver (1976) de Ruy Duarte,  Resistência Popular em Benguela (1976) de António Ole, A Luta Continua (1976) de Asdrubal Rebelo, as "Actualidades" de Sousa e Costa e os registos da equipa "Angola - Ano Zero", formada pelos irmãos Victor, Francisco e Carlos Henriques, de grande importância para o início de uma cinematografia angolana.
Dentro das estruturas estatais são criados o Instituto Angolano de Cinema (IAC) e o Laboratório Nacional de Cinema (LNC) que, em conjunto com a TPA eram os organismos responsáveis pela produção cinematográfica. Desta altura são os filmes Pamberi ne Zimbabwe (1981) de Carlos Henriques, Conceição Tchiambula (1982) de António Ole, Nelisita (1982) de Ruy Duarte Carvalho e Memória de um dia (1982) de Orlando Fortunato. Por motivos sócio-económicos, que se reflectem na degradação das infra-estruturas e na desmotivação de realizadores e técnicos assiste-se, nos anos seguintes, a uma diminuição considerável da produção fílmica até à sua quase total paralisação. Para além do filme Levanta, voa e vamos (1986) de Asdrubal Rebelo há a registar a co-produção com Cuba, Caravana (1990) de Rogélio Paris e a primeira co-produção luso-angolana, O Miradouro da Lua (1992) de Jorge António.
Numa remodelação do aparelho estatal angolano em 1999, o LNC e o IAC são extintos e as suas funções integradas no Instituto Nacional das Indústrias Culturais.

## Regresso do cinema Angolano
Em 2002 o estado angolano disponibiliza uma verba para a reabilitação do cinema. São incentivados os projectos de uma nova geração de realizadores – Maria João Ganga, Mariano Bartolomeu e Zézé Gamboa. Em 2003 é criado o Instituto Angolano do Cinema e do Audiovisual (IACA) e traçado um plano para a recuperação, restauro e conservação do acervo fílmico de Angola.

## Cinema após a guerra
O incentivo do estado angolano atribuído aos cineastas, após o termo da guerra civil, irá resultar em três produções com grande impacto internacional:
- O Herói de Zézé Gamboa;
- Na Cidade Vazia de Maria João Ganga;
- O Comboio da Canhoca de Orlando Fortunato;
O fime de Zézé Gamboa, que retrata a vida de um ex-militar nas ruas de Luanda foi vencedor da World Dramatic Competition do Festival de Sundance 2005.

## Cinema musical
Em 2025, Angola estreou o seu primeiro filme musical, "As Aventuras de Angosat", com música composta por Isis Hembe.